# Harumi Fujita
Harumi Fujita (藤田 晴美 Fujita Harumi?, born 1961) es una compositora japonesa conocida por trabajar com la empresa de videojuegos Capcom. Harumi Fujita nació en Osaka en 1961, su carrera como compositora se inspiró en su padre, quien tenía como pasatiempo tocar discos en casa y ella escuchaba una gran variedad de ellos todos los días. El primer álbum que Fujita recuerda haber comprado fue "Let It Be" de The Beatles, mientras escuchaba la canción por el sistema de megafonía durante la hora del almuerzo en la escuela secundaria.

## Carrera[3]

### SNK
Después de graduarse de la universidad, Fujita consiguió una entrevista con SNK para un puesto de diseñadora, pero fue elegida para componer música después de ver su currículum y notar que no tenían ningún compositor en la empresa. Como la composición de videojuegos aún estaba en sus primeras etapas, no había ningún software específico dedicado a ello ni personas de quienes aprender, por lo que Fujita tuvo que descubrirlo e investigar por su cuenta. Permaneció en SNK durante un año, componiendo música mediante programación usando una computadora hexadecimal y aprendiendo a usar la tecnología disponible mientras disfrutaba "descubriendo cosas que ninguna otra persona había hecho todavía". Su primer juego en SNK fue Mad Crasher en 1984.

### Capcom
Después de dejar SNK, Fujita se mudó a Capcom y se unió al equipo de sonido interno de la compañía, "Alph Lyla". Inicialmente trabajó como diseñadora de sonido y produjo efectos de sonido para los primeros títulos de Arcade como Ghosts 'n Goblins antes de hacer su primera banda sonora para la versión arcade de Bionic Commando. Continuó componiendo bandas sonoras principalmente para el catálogo de NES de Capcom, incluida la versión Strider NES. También participó en el lanzamiento de la banda sonora oficial del juego arcade original Strider, Strider Hiryu -G.S.M. Capcom 2-, componiendo una canción titulada "Snow in Savanna" junto con los miembros del equipo Tamayo Kawamoto, Manami Matsumae y el compositor principal del juego arcade, Junko Tamiya.
Su último juego para Capcom fue Mega Man 3. Compuso tres temas antes de tener que abandonar el desarrollo debido al parto materno. Aunque quería volver a unirse al equipo, sus constantes viajes al hospital se lo impidieron y lamentablemente se retiró de Capcom. Sus deberes en Mega Man 3 fueron asumidos por Yasuaki Fujita, otro compositor no relacionado con ella pero que a menudo se creía erróneamente que era su marido.

### Añosfreelance
Posteriormente, Harumi Fujita se hizo independiente y continuó trabajando en videojuegos para varias compañías, en particular regresó a SNK para trabajar en los shoot'em ups Pulstar y Blazing Star y trabajó para Capcom una vez más en 1999 para Versión Game Boy Color de Magical Tetris Challenge. En 1998 compuso para el primer Tomba! de Whoopee Camp. juego, que la reunió con el ex productor de Capcom Tokuro Fujiwara (productor del juego arcade Strider). Ella recuerda que el desarrollo fue especialmente difícil y tuvo que rehacer mucho la música debido a que los desarrolladores le explicaban las imágenes del juego. El juego también fue escrito por Masahiko Kurokawa, quien fue el diseñador principal de los juegos de NES Strider.
Fujita continuó trabajando para videojuegos hasta alrededor de 1999, después de que la empresa de la que formaba parte cerrara. Queriendo hacer algo diferente a los patrones fijos de la música de los videojuegos, aprovechó la oportunidad para probar la música escénica y las actuaciones, y finalmente trabajó en musicales. En 2014, Fujita se unió al sello japonés Brave Wave Productions y trabajó en su álbum "Project Light", en el que se reunió con varios colegas de sus días en Capcom.

## Obras
| Year | Title                                                       | Role(s)                               |
| ---- | ----------------------------------------------------------- | ------------------------------------- |
| 1984 | Mad Crasher                                                 | Music                                 |
| 1985 | Ghosts 'n Goblins                                           | Sound effects                         |
| 1986 | The Speed Rumbler                                           | Music with Tamayo Kawamoto            |
| 1987 | Bionic Commando                                             | Music                                 |
| 1987 | Makai Island                                                | Music                                 |
| 1987 | Ide Yosuke Meijin no Jissen Mahjong                         | Music with Manami Matsumae            |
| 1987 | Tiger Road                                                  | Music with Tamayo Kawamoto            |
| 1988 | 1943 Kai                                                    | Music with several others             |
| 1989 | Final Fight                                                 | Music with several others             |
| 1989 | Strider                                                     | Music                                 |
| 1989 | Willow                                                      | Sound programming                     |
| 1990 | Chip 'n Dale: Rescue Rangers                                | Music                                 |
| 1990 | Gargoyle's Quest                                            | Music with Yoko Shimomura             |
| 1990 | Mega Man 3                                                  | Music with Yasuaki Fujita             |
| 1994 | Skyblazer                                                   | Music                                 |
| 1994 | Bishōjo Senshi Sailor Moon S: Kondo wa Puzzle de Oshiokiyo! | Music with Yasuaki Fujita             |
| 1994 | Panic in Nakayoshi World                                    | Music with Yasuaki Fujita             |
| 1995 | Tottemo! Lucky Man                                          | Music with Yasuaki Fujita             |
| 1995 | Todd McFarlane's Spawn: The Video Game                      | Music                                 |
| 1995 | Zenkoku Juudan Ultra Shinri Game                            | Music                                 |
| 1995 | Pulstar                                                     | Music                                 |
| 1996 | Fuuun Gokuu Ninden                                          | Music                                 |
| 1996 | Punky Skunk                                                 | Music with Yasuaki Fujita             |
| 1997 | Tomba!                                                      | Music                                 |
| 1997 | Rabbit                                                      | Music with Atsuyoshi Isemura          |
| 1998 | Blazing Star                                                | Music with Seisuke Ito                |
| 1998 | Hellnight                                                   | Music with several others             |
| 1999 | Magical Tetris Challenge                                    | Music; Game Boy Color version         |
| 2019 | Spidersaurs                                                 | Music                                 |
| 2020 | Streets of Rage 4                                           | "Estel: Round 1" and "Estel: Round 2" |
| 2022 | Windjammers 2                                               | Music with Seiichi Hamada             |